# Campyliet

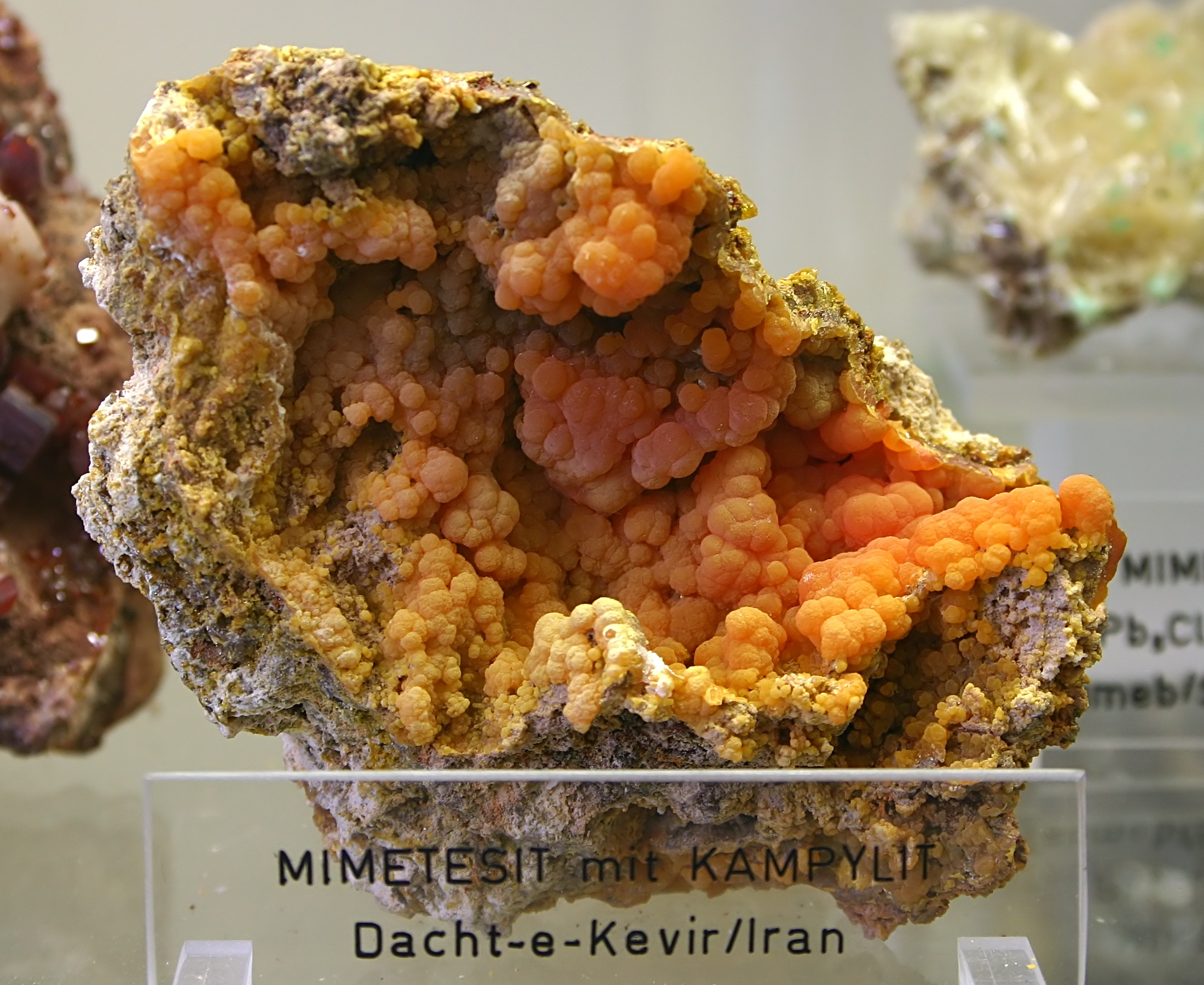
Mimetiet + Campyliet

Het mineraal campyliet is een synoniem voor de mineralen pyromorfiet en mimetiet en heeft de chemische formule Pb5(AsO4)3Cl .

## Naamgeving
De naam van het mineraal is afgeleid van het Griekse woord kampylos ("gebogen", door de tonvormige gebogen vorm van de kristallen).

## Voorkomen
Het komt voor in de bovenste gedeelten van loodafzettingen door de oxidatie van galena of cerussiet. De belangrijkste vindplaatsen zijn Pribam in Bohemen en Dry Gill, Caldbeck, nabij Wigton, Cumbria, Engeland. Campyliet is een vrij zeldzaam mineraal.